# Fortalesa de Vaxholm

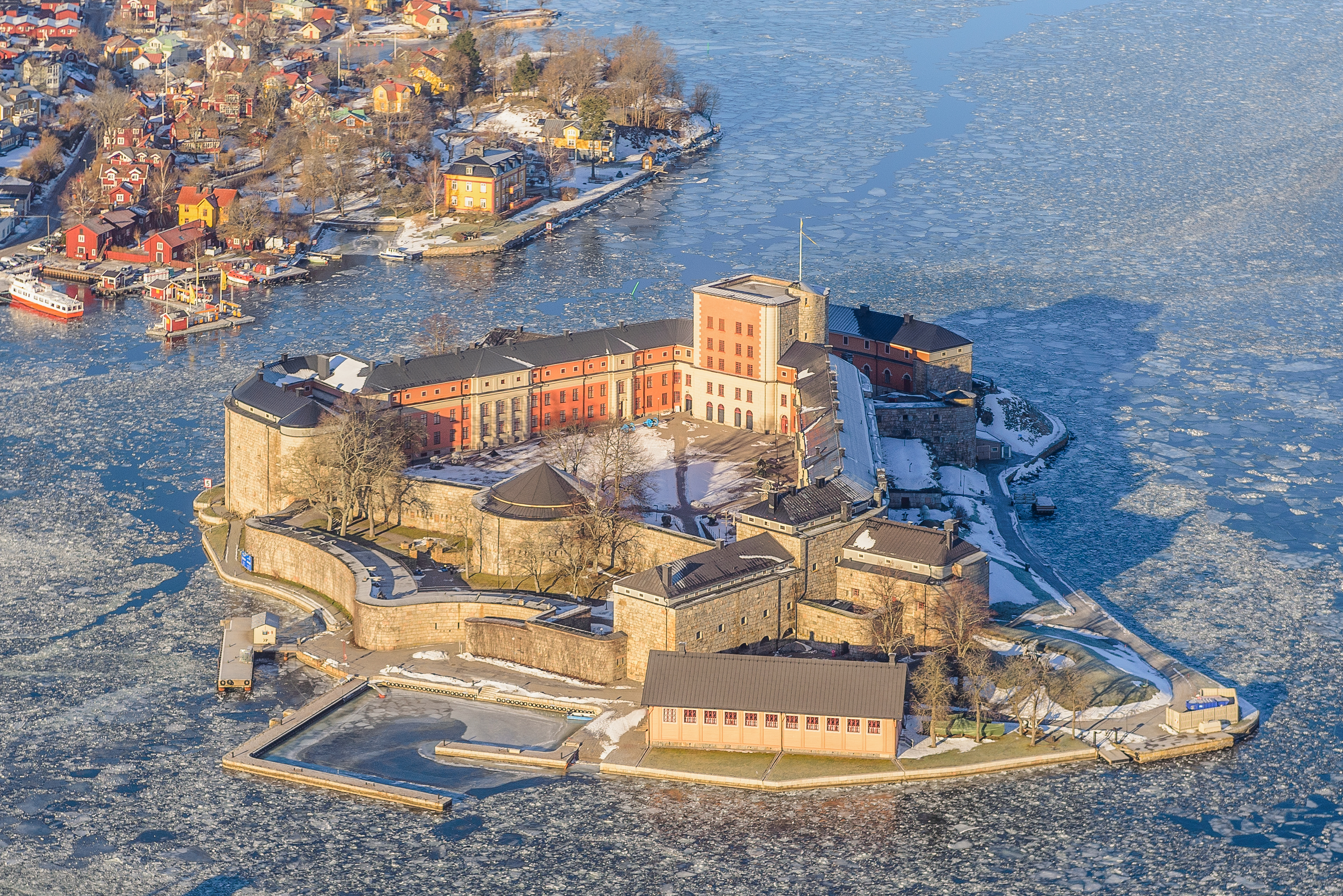
Vista aèria

La fortalesa de Vaxholm és una fortificació històrica a l'illa de Vaxholmen a l'arxipèlag d'Estocolm just a l'est de la ciutat sueca de Vaxholm. S'accedeix a la fortalesa amb el ferri Kastellet, un ferri de cable elèctric que travessa el canal des de la ciutat de Vaxholm.
El 1970 es va utilitzar com a localització de pel·lícules per a la fortalesa dels pirates de Pippi als Mars del Sud. Es pot veure una vista panoràmica del castell des del ferri de cotxes que recorre la curta distància entre Vaxholm i l'illa de Rindö.

## Història

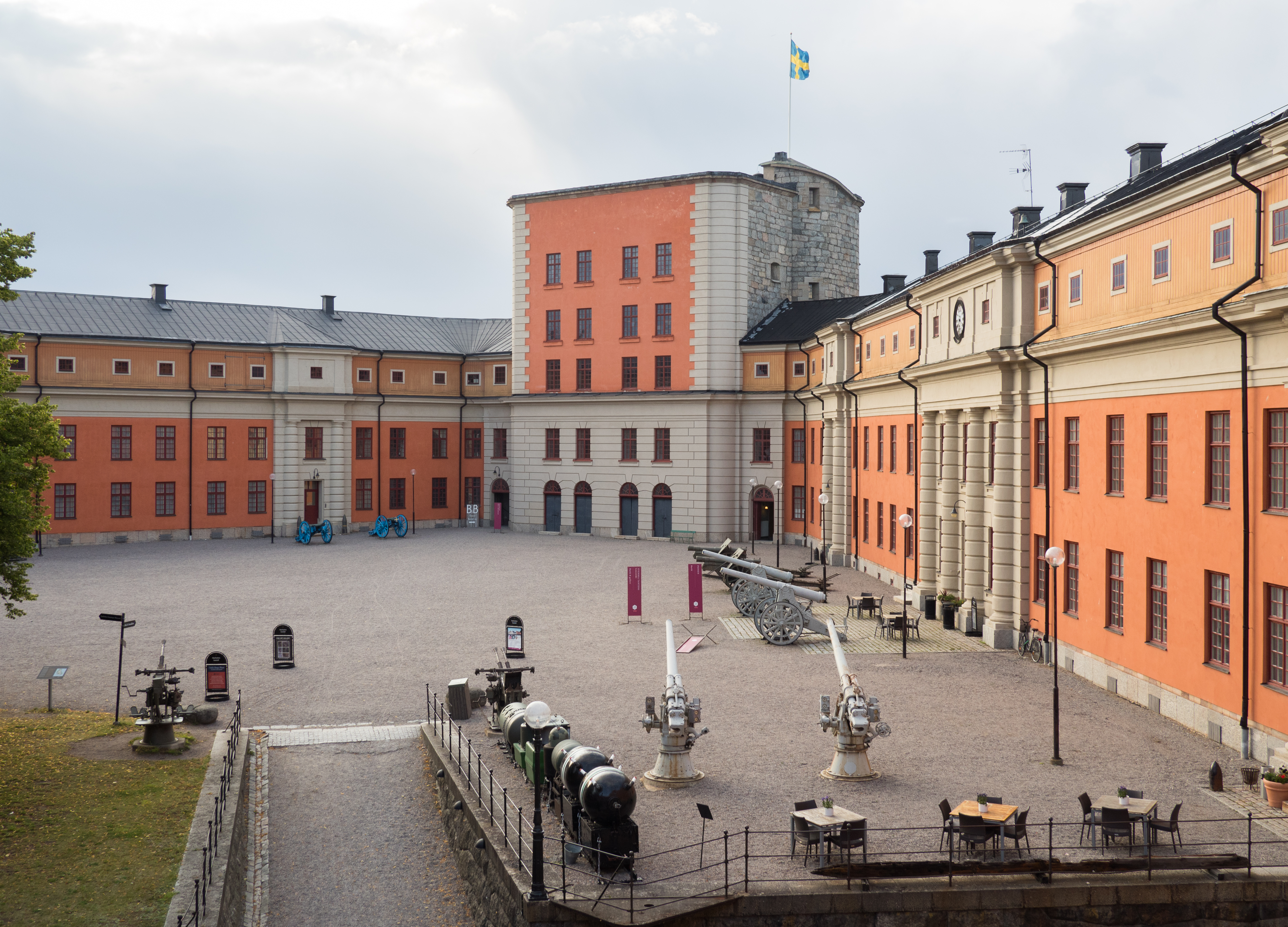
Interior

La fortalesa va ser construïda originalment per Gustav Vasa el 1548 per defensar Estocolm dels atacs de vaixells des de l'est. Aquest fort de fusta va ser substituït per una torre de pedra durant el regnat de Johan III.
La major part de l'estructura actual data de 1833-1863. El seu disseny es va inspirar en les idees sobre fortificacions proposades pels enginyers francesos Marc René Montalbert i Lazare Carnot. Els presoners de guerra russos van ser utilitzats en part per construir la fortalesa. El tram d'aigua sota l'edifici era la principal ruta marítima cap a Estocolm. D'aquesta manera, la fortalesa estava situada estratègicament per defensar la ciutat dels atacs navals. Els danesos la van atacar el 1612 i la marina russa al 1719.
Des de mitjans del segle xix, la seva importància militar ha cessat. El fort s'havia tornat tan feble que es deia que el gran mariscal de camp prussià von Moltke només el van veure somriure dues vegades: una, quan li van dir que la seva sogra havia mort, i una altra, quan va veure el fort de Vaxholm. Actualment, és la seu del Vaxholm Fortress Museum.